# Плен (река)
Плен (фр. Plaine) — река в регионе Гранд-Эст, департамент Нижний Рейн, Франция. Правый приток Мёрта. Длина — 34,27 км. 
Находится на северо-востоке страны. Берёт начало вблизи коммуны Гранфонтен. Впадает в Мёрт в вблизи коммуны Раон-л’Этап.